# Узаков Руслан Яркулович
Руслан Яркулович Узаков (нар. 6 березня 1967, Навої, Самаркандська область, УзРСР) — радянський, узбецький та російський футболіст, півзахисник, тренер.

## Клубна кар'єра
Народився 6 березня 1967 року в місті Навої Самаркандської області. Футболом почав займатися у ДЮСШ в рідному місті (перший тренер — Р. Ібадулін), пізніше перейшов до групи підготовки (тогочасний аналог молодіжної академії) клубу Зарафшан (Навої), в якій займався до 1983 року. Розпочав дорослу футбольну кар'єру в 1984 році в складі клубу Зарафшан (Навої), а в 1991 році перейшов до «Пахтакору».
На початку 1992 року отримав запрошення від запорізького «Торпедо». Дебютував у складі запорізького клубу 23 лютого 1992 року в переможному (3:0) домашньому поєдинку 1/16 фіналу кубку України проти СК «Одеси». Узаков вийшов у стартовому складі та відіграв увесь матч. У Вищій лізі дебютував 7 березня 1992 року в програному (0:2) виїзному поєдинку 1-го туру 1-ї підгрупи проти сімферопольської «Таврії». У футболці «Торпедо» в чемпіонатах України зіграв 39 матчів, у кубку України — 14 матчів. Влітку 1993 року перейшов до донецького «Шахтаря». Дебютував за гірників 11 вересня 1993 року в переможному (4:1) домашньому поєдинку 6-го туру вищої ліги чемпіонату України проти одеського «Чорноморця». Руслан вийшов на поле на 75-ій хвилині, замінивши Сергія Ященка У футболці «Шахтаря» в чемпіонаті України зіграв 3 матчі, ще 2 поєдинки провів у кубку України.
У 1995—2004 роках захищав кольори «Ности» (Новотроїцьк), за винятком сезону 2002 року, коли виступав Руслан виступав у «Газовику». У 2004 році завершив кар'єру гравця у віці 37 років.

## Кар'єра в збірній
У 1997—1999 роках виступав у складі національної збірної Узбекистану, у складі якої зіграв 3 матчі.

## Кар'єра тренера
По завершенні кар'єри гравця розпочав тренерську діяльність. З 2005 року працював дитячим тренером у ДЮСШ «Носта». З липня 2013 по 15 червня 2016 року працював тренером у «Челябінську», з 16 червня 2016 року — головний тренер клубу.

## Досягнення
- Вища ліга чемпіонату України
  -  Срібний призер (1): 1994